# Hutholz
Hutholz, Chemnitz-Hutholz – dzielnica miasta Chemnitz w Niemczech, w kraju związkowym Saksonia.